# Erligheim
Erligheim es un municipio alemán perteneciente al distrito de Luisburgo de Baden-Wurtemberg.

## Localización
Se ubica unos 15 km al norte de la capital distrital Luisburgo.

## Historia
Se conoce su existencia desde el año 793, siendo mencionada la localidad en el Códice de Lorsch. Perteneció a varios señores feudales hasta que en 1785 se incorporó a Wurtemberg.

## Demografía
A 31 de diciembre de 2015 tiene 2743 habitantes.